# Hyposmocoma blackburnii
Hyposmocoma blackburnii là một loài bướm đêm thuộc họ Cosmopterigidae. Nó là loài đặc hữu của Maui. Loài địa phương ở Haleakala.
The larvae have been recorded in dead wood of Acacia koa.